# Josef Kitzmüller
Josef Kitzmüller (21 de junho de 1912 - 14 de maio de 1979) foi um futebolista austríaco, medalhista olímpico.

## Carreira
Josef Kitzmüller fez parte do elenco medalha de prata, nos Jogos Olímpicos de 1936.